# エルヴィスとニクソン
『エルヴィスとニクソン』（Elvis Meets Nixon）は、エルヴィス・プレスリーと当時アメリカ合衆国大統領だったリチャード・ニクソンが1970年12月21日に密かに会見していたという実話を潤色した、1997年のアメリカ合衆国のテレビ映画。

## あらすじ
グレイスランドに閉じ込められたような生活を送っていたプレスリーは、21歳の時以来初めて、1人で家を出た。彼はカリフォルニア州へ向かい、反戦運動の活動家に説得されて、ビートルズに影響を与えた自分にはカウンターカルチャーを引き起こした責任があると考えるようになる。そこでエルヴィスは、ニクソン大統領に宛てて、自分を麻薬危険薬物取締局（Bureau of Narcotics and Dangerous Drugs, BNDD：後の麻薬取締局 Drug Enforcement Administration, DEA の前身のひとつ）の「総括連邦職員 (Federal Agent at Large)」に任命して欲しいと求める手紙を書く。実際にはそのような職位は存在していないのだが、ニクソンは、自分のことを嫌っていると思われたアメリカの若者たちの支持を何とか取り付けようと、エルヴィスに会うことを決断し、「こどもたち (kids)」の間の自分のイメージを改善しようとした。

## おもなキャスト
- リック・ピータース（英語版） - エルヴィス・プレスリー
- ボブ・ガントン - リチャード・ニクソン
- アリソン・コート - プリシラ・プレスリー
- デニー・ドゥハティ（英語版） - ヴァーノン (Vernon)
- ジャッキー・バロウズ - ドジャー (Dodger)
- カーティス・アームストロング - ファーレー・ホール (Farley Hall)
- ガブリエル・ホーガン（英語版） - ボビー・ビショップ (Bobby Bishop)
- ロビ・ジェイ・テュエ（Robbi Jay Thuet） - リサ・マリー・プレスリー

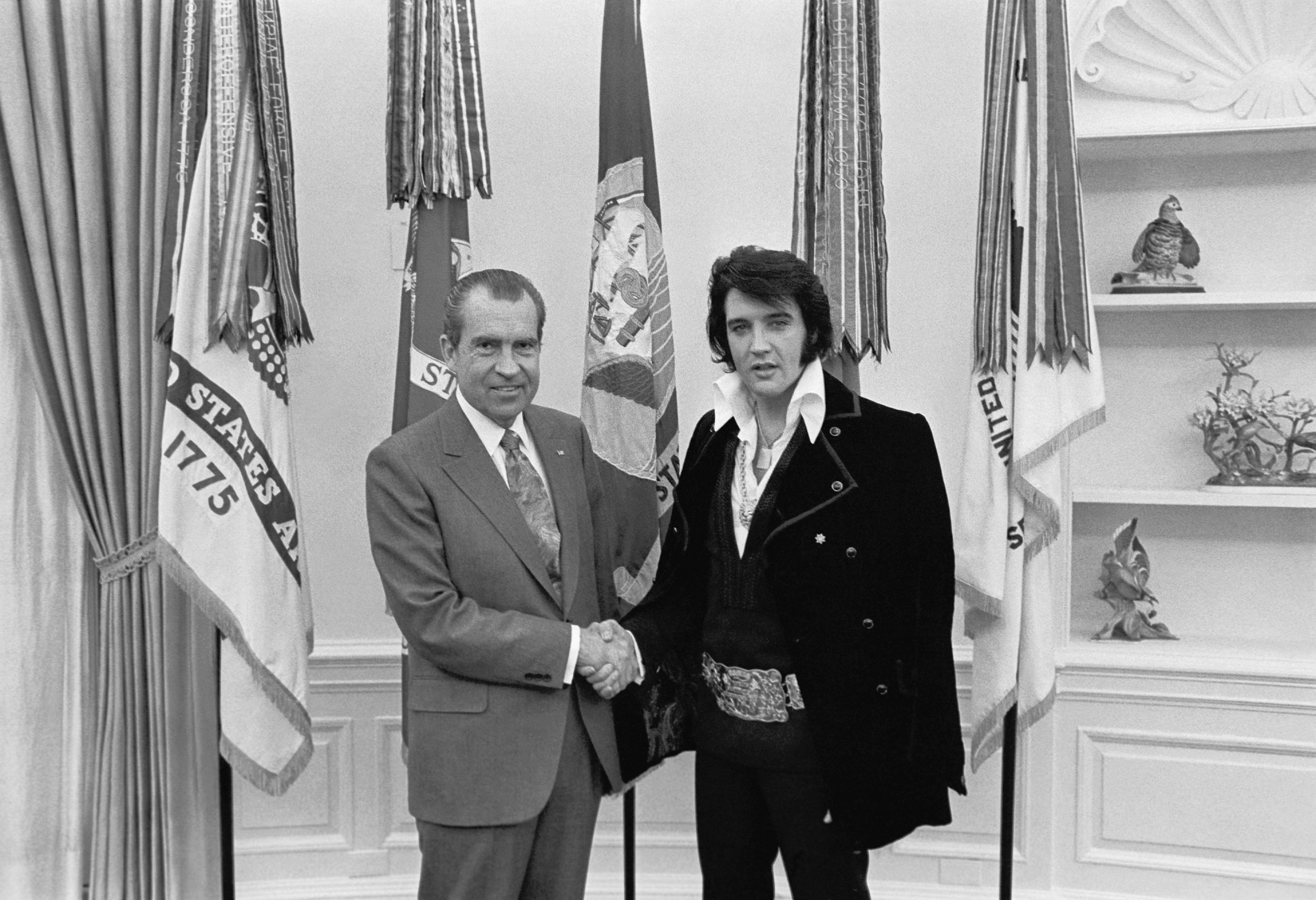
ニクソンとプレスリーは、この写真などにあるように、1970年1月27日に実際に会見していた。しかし、この事実は1972年1月27日に『ワシントン・ポスト』紙に暴露されるまで、秘密にされていた
この写真は、アメリカ国立公文書記録管理局の資料の中でも最も複写依頼の多い画像資料である。

- リチャード・ベイマー - ボブ・ホルデマン
- ジョー・ディニコル（子役）- 10歳の少年

## 背景
この映画作品の筋書きは、随所で喜劇的効果を狙って誇張はされているが、実際に起こった出来事に基づいており、起こった事の紹介としては正確である。
1970年12月19日、プレスリーは、当時妻だったプリシラと父ヴァーノンから、浪費癖について問い詰められた。これに腹を立てたプレスリーは、グレイスランドを離れて空港へ向かい、ワシントンD.C.行きの飛行機に乗り込んだ。到着してホテル・ワシントン (Hotel Washington) にチェックインした後、プレスリーはそのまま今度はロサンゼルスへ飛び、友人のジェリー・シリング (Jerry Schilling) に会いに行った。
このときプレスリーは、目の感染症の処方された薬の影響を、機内で食べたチョコレートが悪化させたために、顔や首に発疹を起こしていた。医者に診てもらい、少し眠った後で、プレスリーはシリングに、ワシントンD.C.に戻りたいといい、もうひとりの友人デル・ソニー・ウェストにも一緒に会えるよう手配をした。移動の機中で、プレスリーはカリフォルニア州選出の連邦上院議員ジョージ・マーフィと会った。このときプレスリーは、麻薬取締局のバッヂを手に入れたいという話をし、マーフィは不正な薬物使用との闘いに役立つことをしたいと申し出る手紙をニクソン大統領に送ってみてはどうかと提案した。プレスリーは機中で手紙を書き、12月21日午前6時30分に、自らこれを持参してホワイトハウスへ届けた。
数時間後、プレスリーは麻薬取締局本部を訪れ、副長官のジョン・フィンレイター (John Finlator) に面会した。プレスリーはフィンレイターに何とかBNDDバッヂをもらえないかと説得を試みたが、これは失敗に終わった。一方、シリングは、ニクソン大統領の大統領顧問補佐官エジル・クロー (Egil Kroghからの電話をホテルで受け、プレスリーとニクソンの会見を調整した。プレスリーは、ホテルでシリングとウェストに合流し、ホワイトハウスへ向かった。3人は全員がニクソンと会見し、贈り物を受け取った。このときプレスリーは、ニクソンにBNDDバッヂがほしいとねだったが、公式写真の撮影の後、3人はホワイトハウスを後にし、プレスリーは翌日にグレイスランドへ帰宅した。
12月30日、プレスリーは数人の友人たちとともに再びワシントンD.C.へ赴き、全米郡保安官協会 (National Sheriffs' Association) を訪れた。翌日には、連邦捜査局 (FBI) 本部内を案内される機会を与えられ、ここでプレスリーは秘密捜査員として働きたいと申し出た。プレスリーは当時FBI長官だったジョン・エドガー・フーヴァーに会うことはなかったが、1971年1月4日にフーヴァーから、捜査補助者としての権限を承認する旨の手紙を受け取った。

## 同テーマの別作品
2011年には、ケイリー・エルウィスが脚本と監督を務め、エリック・バナがプレスリー役、ダニー・ヒューストンがニクソン役で、本作同様にプレスリーとニクソンの会見を描いた映画が制作されると報道された。
最終的に監督と配役が変更され、2016年に『エルヴィスとニクソン 〜写真に隠された真実〜』（原題：Elvis & Nixon）として公開された。